# Oog & Blik
Oog & Blik war ein niederländischer Comicverlag aus Amsterdam.
Der Verlag wurde 1992 von Joost Swarte und Hansje Joustra gegründet. Schwerpunkt bildeten künstlerische Alben und Graphic Novels europäischer und amerikanischer Comicautoren. 2010 wurde der Verlag von De Bezige Bij gekauft. 2015 verließ Hansje Joustra den Verlag um sein eigenes Unternehmen zu gründen. Ende 2015 wurden die Aktivitäten bei Oog & Blik eingestellt.
Zu den Künstlern des Verlags gehörten: Theo van den Boogaard, Enki Bilal, Jean Giraud, Robert Crumb, Guy Delisle, Lorenzo Mattotti, Jacques de Loustal, Chris Ware, Charles Burns, Peter van Dongen, Marcel Ruijters, Milo Manara.